# Hjalmar Frisell (militär)

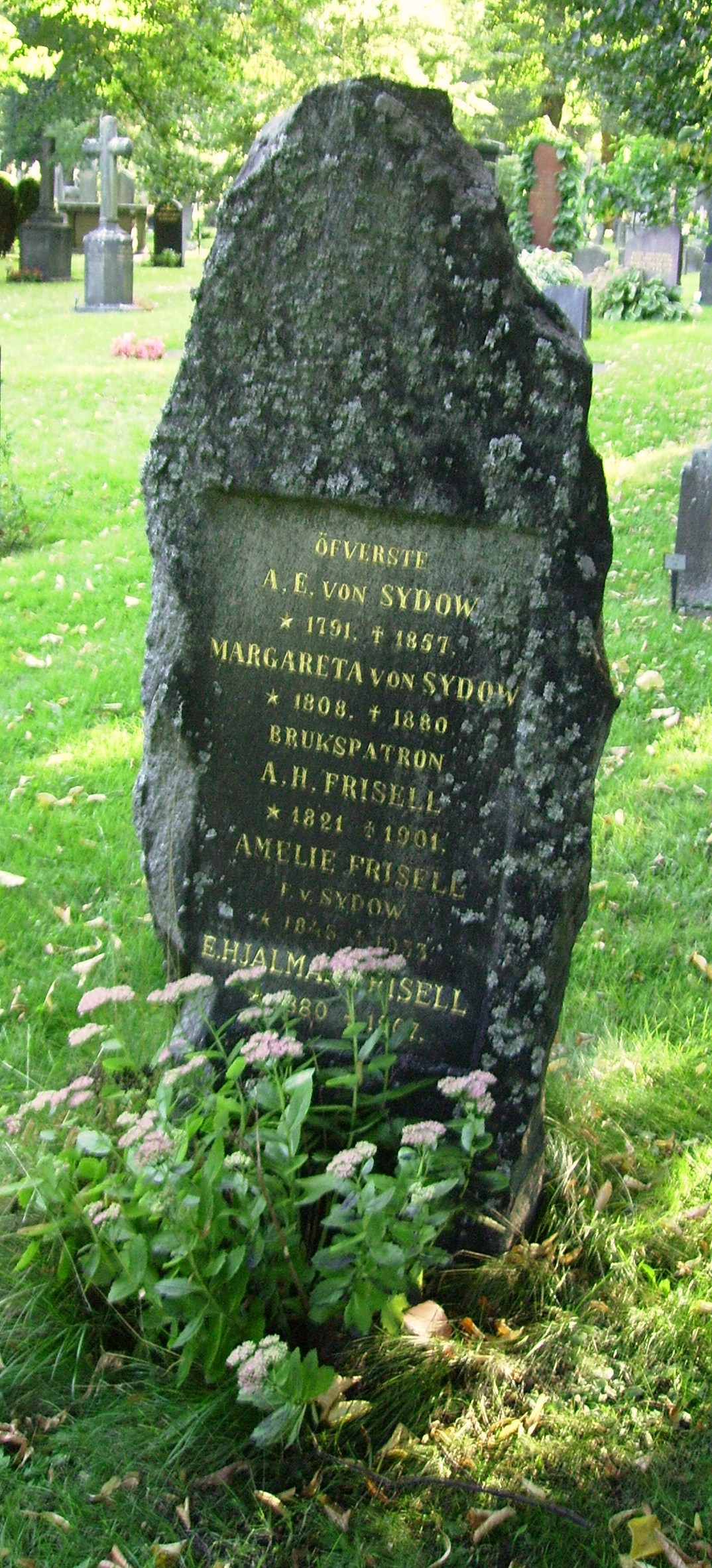
Hjalmar Frisells gravvård på Norra begravningsplatsen i Solna kommun

Erik Hjalmar Frisell, född 27 augusti 1880 på Stömne bruk, död 27 maj 1967 i Johannes församling i Stockholm, var en svensk officer, tävlingsskytt och Afrikaskildrare.
Frisell tillhörde en släkt från Frykerud; fadern var bruksägare, farfadern brukspatron vid Stömne bruk, farfaderns far mönsterskrivare vid Närke-Värmlands regemente och farfaderns farfar hemmansägare på Fagerås i Frykeruds socken.
Frisell utbildade sig till artilleriofficer i Uppsala men övergick till reserven som kapten kring 1910. Vid olympiaden i Stockholm 1912 var han medlem i laget som kom på fjärde plats i jaktskytte på lerduvor.
Han rekryterades 1918 som chef för Svenska brigaden och reste med de första frivilliga över till Uleåborg där truppen övades. Efter operationerna i Tammerfors, då brigaden gjorde stora förluster på grund av dålig utrustning och träning, samt illa genomförd planering, fick Frisell lämna befälet. I och med omorganisationen av den vita hären i början av april hamnade brigaden under avdelning Hjalmarson. Chefskapet över själva bigaden växlade flera gånger (dess sista chef var Allan Winge).
Efter kriget lämnade Frisell Sverige och reste till Kenya under tio års tid för att staka järnväg åt brittiska armén. Hemkommen från Afrika skrev han bland annat två självbiografiska böcker om sina Afrikaår.  Han var gift två gånger, tidigt skild i första äktenskapet, och fick sju barn, däribland konstnären Gunnel Frisell-Hallström (1906–1998), konstkritikern Ingela Lind (1943–2021) och folkmusikern Ellika Frisell (född 1953).
Frisell är gravsatt på Norra begravningsplatsen utanför Stockholm.